# رنتسو مونتانیانی
رنتسو مونتانیانی (ایتالیایی: Renzo Montagnani؛ ‏ ۱۱ سپتامبر ۱۹۳۰ – ۲۲ مهٔ ۱۹۹۷) بازیگر و صداپیشه اهل ایتالیا بود.

## گزیدهٔ نقش‌آفرینی‌ها

### سینما
- ریمینی ریمینی - یک سال بعد (۱۹۸۸)
- چشم، چشم بد، جعفری و رازیانه (۱۹۸۳)
- همان دریا، همان ساحل (۱۹۸۳)
- پیرینو، آفتی برای رهایی (۱۹۸۲)
- هدیه (۱۹۸۲)
- شبحی در تختخوابم هست (۱۹۸۱)
- مددکار اجتماعی آتشین‌مزاج (۱۹۸۱)
- لطفاً مراقب آملیا باش (۱۹۸۱)
- خانم دکتر ملوانان را بیشتر می‌پسندد (۱۹۸۱)
- یک پلیس زن در نیویورک (۱۹۸۱)
- چرا عشق‌بازی نمی‌کنیم؟ (۱۹۸۱)
- خامه، شکلات و… پاپریکا (۱۹۸۱)
- تمام آنچه باید آشکار شود (۱۹۸۱)
- شوهر در تعطیلات (۱۹۸۱)
- یک زن، دو دوست، چهار عاشق (۱۹۸۰)
- همسر در سفر… دل‌داده در شهر (۱۹۸۰)
- زنت را به من قرض بده (۱۹۸۰)
- بزن قدش (۱۹۸۰)
- دختر دبیرستانی با دوست پدرش کنار دریا (۱۹۸۰)
- خانم معلم با همه کلاس… می‌رقصد (۱۹۷۹)
- من زامبی، تو زامبی، او زامبی (۱۹۷۹)
- رو به جلو… حرکت! (۱۹۷۹)
- ببخشید شما نرمال هستید؟ (۱۹۷۹)
- بدون کمی هرزگی به کجا می‌توانی برسی؟ (۱۹۷۹)
- عاشقان و دروغگوها (۱۹۷۹)
- معلم مدرسه در خانه (۱۹۷۸)
- دخترک سرباز در مانورهای بزرگ نظامی (۱۹۷۸)
- منشی مخصوص پدرم (۱۹۷۶)
- دخترک سرباز در دیدار نظامی (۱۹۷۷)
- خانم معلم به دبیرستان پسرانه می‌رود (۱۹۷۷)
- دکتر زنان دوجانبه (۱۹۷۷)
- قرار ملاقات (۱۹۷۷)
- اون حرکتی که خیلی دوستش دارم (۱۹۷۶)
- یک خدمتکار سیاه‌پوست خوشگل (۱۹۷۶)
- کلاس خصوصی (۱۹۷۵)
- همسر باکره (۱۹۷۵)
- عروس جوان (۱۹۷۵)
- ضعف اخلاقی خانوادگی (۱۹۷۵)
- رسوایی در خانواده (۱۹۷۵)
- درندگان (۱۹۷۴)
- ماجراهای دیوانه‌وار خاخام جیکوب (۱۹۷۳)
- شماره یک (۱۹۷۳)
- قتل‌عام در رم (۱۹۷۳)
- نخستین شیره زفاف (۱۹۷۲)
- اسب عریان (۱۹۷۲)
- فیورینا، گاو ماده (۱۹۷۲)
- هیکل دختر زیبا (۱۹۶۹)
- لیبرتین (۱۹۶۹)

### تلویزیون
- نامزد (۱۹۸۹)